# Scuola di Newlyn

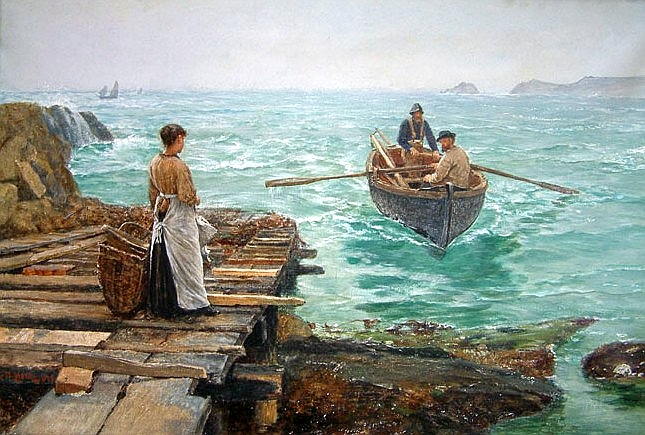
Charles Napier Hemy, Waiting, 1895

La Scuola di Newlyn è un termine usato per descrivere una colonia di artisti insediatasi nelle vicinanze o nella stessa Newlyn, un villaggio di pescatori vicino a Penzance (Cornovaglia), negli anni ottanta del XIX secolo fino agli inizi del XX secolo.

## Descrizione
L'insediamento della scuola di Newlyn ricorda quello francese della Scuola di Barbizon, dove gli artisti fuggivano da Parigi per dipingere in un luogo puro enfatizzando così la luce naturale. 
Questi movimenti artistici sono correlati con la tecnica detta en plein air.
Newlyn aveva diversi elementi per attrarre gli artisti: una luce fantastica, una vita economica e disponibilità di modelli a buon mercato. Gli artisti erano affascinati dal lavoro dei pescatori in mare e nel porto vicino al villaggio. Alcuni dipinti mostrano i rischi e le tragedie della vita della comunità, come ad esempio le donne che ansiosamente guardano le navi allontanarsi in mare, o una giovane donna che piange alla notizia del disastro. 

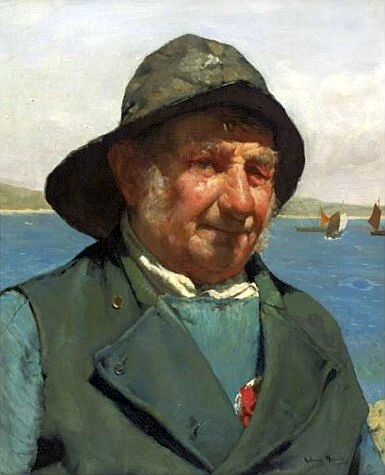
Edwin Harris, The Old Salt

### Artisti della scuola di Newlyn
- Frank Bramley
- Percy Robert Craft
- Stanhope Forbes
- Elizabeth Forbes
- Norman Garstin
- Thomas Cooper Gotch
- Frederick Hall
- Edwin Harris
- Harold Harvey
- William Ayerst Ingram
- Walter Langley
- Frederick Millard
- Alfred Munnings
- Charles Napier Hemy
- Dod Procter
- Ernest Procter
- Henry Meynell Rheam
- Albert Chevallier Tayler
- Ralph Todd
- Henry Scott Tuke

#### Gruppo di Lamorna
- Samuel John Birch
- Stanley Gardiner
- Frank Gascoigne Heath
- Harold Knight
- Laura Knight
- Charles Naper
- Ella Naper